# در هر خیابان
| بررسی انتقادی | بررسی انتقادی |
| منبع          | رتبه‌بندی      |
| ------------- | ------------- |
| آل‌میوزیک      | [ ۱ ]         |
| رولینگ استون  | [ ۲ ]         |

در هر خیابان (به انگلیسی: On Every Street) ششمین و آخرین آلبوم استودیویی گروه بریتانیایی دایر استریتس است که در سال ۱۹۹۱ منتشر شد.
این آلبوم در ایالات متحده با برچسب وارنر برادرز و در بقیهٔ کشورها توسط شرکت ورتیگو رکوردز روانهٔ بازار شد. در ادامهٔ موفقیت آلبوم هم‌رزمان (۱۹۸۵)، در هر خیابان در زمان انتشار رتبهٔ نخست پرفروش‌ترین آلبوم‌های بریتانیا را تصاحب کرد و از انجمن صنعت ضبط موسیقی ایالات متحده آمریکا گواهینامهٔ پلاتین دریافت کرد. با وجود این‌که آلبوم در هر خیابان حدود ۱۵ میلیون نسخه فروش جهانی داشت از سوی منتقدان موسیقی با استقبال زیادی مواجه نشد و در مقایسه با اثر قبلی دایر استریتس، «یک گام به عقب» تلقی شد.

## فهرست ترانه‌ها
- تمام ترانه‌ها توسط مارک نافلر سروده شده‌اند.

| شماره      | نام                    | مدت   |
| ---------- | ---------------------- | ----- |
| ۱.         | «فراخواندن الویس»      | ۶:۲۶  |
| ۲.         | «در هر خیابان»         | ۵:۰۴  |
| ۳.         | «وقتی پای تو وسط باشه» | ۵:۰۲  |
| ۴.         | «محو شدن در سیاهی»     | ۳:۴۹  |
| ۵.         | «حشره»                 | ۴:۱۸  |
| ۶.         | «تو و دوستت»           | ۵:۵۹  |
| ۷.         | «سوخت خفن»             | ۴:۵۷  |
| ۸.         | «دست آهنی»             | ۳:۰۹  |
| ۹.         | «بلیتی برای بهشت»      | ۴:۲۶  |
| ۱۰.        | «پارتی‌های من»          | ۵:۳۲  |
| ۱۱.        | «سیارهٔ نیواورلئان»     | ۷:۴۷  |
| ۱۲.        | «تا کی؟»               | ۳:۵۳  |
| مجموع مدت: | مجموع مدت:             | ۶۰:۱۶ |

## دست‌اندرکاران
| دایر استریتس - آلن کلارک – ارگ، پیانو، سینث‌سایزر - گای فلچر – سینث‌سایزر، هم‌خوان - جان ایلسلی – گیتار بیس - مارک نافلر – خواننده، گیتار | نوازنده‌های مهمان - دنی کامینگز – پرکاشن - پال فرانکلین – گیتار لپ استیل، گیتار پدال استیل - وینس گیل – گیتار، هم‌خوان - مانو کاتچه – پرکاشن، درامز - جرج مارتین – رهبری نوازندگان، تنظیم سازهای زهی - فیل پالمر – گیتار - جف پارکارو – پرکاشن، درامز - کریس وایت – ساکسوفون |